# Julius Deutsch
Pour les articles homonymes, voir Deutsch.

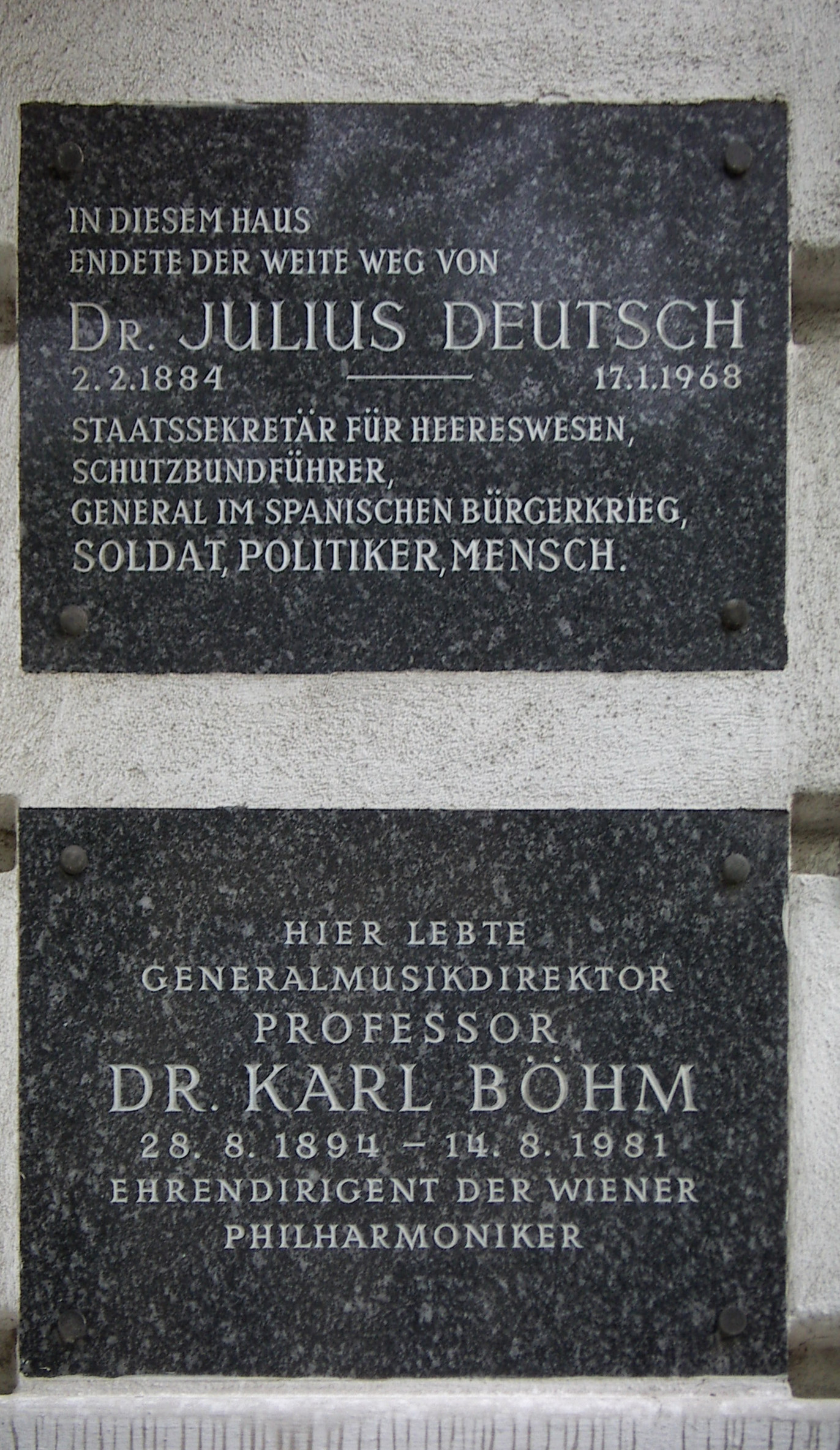
Plaque commémorative à Vienne.

Julius Deutsch (né le 2 février 1884 à Lackenbach - mort le 17 janvier 1968 à Vienne) est un homme politique autrichien membre du SPÖ et député au Conseil national de 1920 à 1933.

## Biographie
Julius Deutsch était le mari de l'écrivain Adrienne Thomas.

## Œuvres

### Articles
- Julius Deutsch, Antifaschismus. Proletarische Wehrhaftigkeit im Kampfe gegen den Faschismus, Vienne, 1926

dans Aufbau :
- Die politische Emigration spricht, Année 8. 1942, N° 14 (3 avril 1942), p. 5
- Das neue Oesterreich, Année 9. 1943, N° 45 (5 novembre 1943), p. 1
- Die neue Regierung in Oesterreich, Année 11. 1945, N° 18 (4 mai 1945), p. 3

dans Vorwärts :
- Reiseeindruecke in Amerika, N° 84 (20 janvier 1935), supplément, p. 1

dans le Pariser Tageszeitung :
- Von der Defensive in die Offensive, Année 2. 1937, N° 406 (24 juillet 1937), p. 1
- Spaniens Freiheitskampf - die Ehre der Demokratie, Année 3. 1938, N° 568 (2 janvier 1938), p. 2

dans le Sozialistische Warte :
- Eine eindeutige Antwort, Année 14. 1939, N° 33 (18 août 1939), p. 793

## Liens internet
- Dictionnaire de la social-démocratie à Vienne